# Stenaspidius
Stenaspidius es un género de coleóptero de la familia Geotrupidae.

## Especies
Las especies de este género son:
- Stenaspidius albosetosus
- Stenaspidius allsoppi
- Stenaspidius brittoni
- Stenaspidius enigmaticus
- Stenaspidius houstoni
- Stenaspidius lividus
- Stenaspidius matthewsi
- Stenaspidius nigricornis
- Stenaspidius ruficornis
- Stenaspidius spatuliferus